# Пильц, Александр Иванович
Александр Иванович Пильц (1870—1944, София) — русский государственный деятель.

## Биография
Родился 3 мая 1870 года[по какому календарю?] в семье потомственных дворян.
В 1893 году окончил Императорское училище правоведения и был определён на службу по Министерству юстиции, в том же году переведён в Министерство внутренних дел. В 1893—1900 годах был на службе в Уфимской губернии — на различных административных и выборных, в том числе по земству, должностях.
С 1902 года — новоград-волынский уездный предводитель дворянства, с 1903 года — чиновник по особым поручениям при варшавском генерал-губернаторе. С 16 октября 1904 года по 12 января 1907 года — [[Калишская губерния|калишский вице-губернатор]].
Начальник управления земледелия и государственных имуществ в Туркестанском крае; был награждён бухарским орденом Золотой Звезды 1-й степени. Статский советник (1909). С 1910 года — могилёвский губернатор и почётный мировой судья Могилёвского уезда; с 30 августа 1911 года — действительный статский советник; был награждён орденами Св. Анны 3-й ст. (1898), Св. Станислава 2-й (1903) и 1-й (1915) ст., Св. Владимира 3-й ст. (1913).
В Первую мировую войну в Ставке Верховного главнокомандующего регулярно встречался с императором Николаем II, пытался настроить его окружение, в т. ч. нач. штаба Ставки М. В. Алексеева, против Г. Е. Распутина.
Был назначен 14 февраля 1916 года товарищем министра внутренних дел, но едва успев занять эту должность, 15 марта 1916 года был назначен иркутским генерал-губернатором.
На приёме у Николая II 19 января 1917 года заявил о «всеобщем недовольстве» и «потере властью престижа».
После Февральской революции, по распоряжению Комитета общественных организаций Иркутска (КООрга) 4 марта 1917 года был арестован, помещён под домашний арест; позднее в сопровождении унтер-офицерского конвоя отправлен из Иркутска в Петроград, где был уволен Временным правительством «согласно прошению, по болезни».
Незадолго до Октябрьской революции Пильц поступил на службу в Особое управление ирригационных работ в Туркестане (Иртур). В конце 1917 года выехал на Украину, жил в Киеве. В ноябре 1918 — январе 1919 года участвовал в работе Ясского совещания.
В начале 1919 года был помощником генерал-губернатора Одессы Гришина-Алмазова по гражданской части и начальником гражданского управления Одесского района. С марта 1919 года — главноуполномоченный по устройству беженцев в Новороссийске. С 10 июля 1919 года — помощник начальника Управления внутренних дел Особого совещания при Деникине.
Эвакуирован из Одессы в начале 1920 года. Находился в Константинополе, на острове Лемнос и в Королевстве СХС; 14 июня 1920 года возвратился в Крым (Севастополь) на корабле «Константин». При генерале П. Н. Врангеле занимал в Крыму должность исполняющего обязанности начальника гражданского управления.
После разгрома армии Врангеля эмигрировал в Болгарию, где занимался педагогической деятельностью. С осени 1923 года возглавлял бюро «Объединения русских организаций и союзов в Болгарии».
Погиб 25 февраля 1944 года во время бомбежки Софии американской авиацией.